# Wolfgang Radmacher
Wolfgang Radmacher (ur. 30 grudnia 1946 w Bornie) – wschodnioniemiecki zapaśnik walczący w stylu klasycznym. Olimpijczyk z Monachium 1972, gdzie odpadł w eliminacjach w kategorii 57 kg.
Jedenasty na mistrzostwach świata w 1971. Czwarty na mistrzostwach Europy w 1972 roku.
Mistrz NRD w 1972; drugi w 1971 i 1973; trzeci w 1965 i 1974 roku.